# Чон Джін Сон
Чон Джін Сон  (кор. 정 진선, 24 січня 1984) — південнокорейський фехтувальник, олімпійський медаліст, дворазовий срібний призер чемпіонатів світу, чотириразовий чемпіон Азійських ігор.

## Виступи на Олімпіадах
| Олімпіада   | Дисципліна      | Місце |
| ----------- | --------------- | ----- |
| Пекін 2008  | шпага, особисті | 5     |
| Пекін 2008  | шпага, командні | 8     |
| Лондон 2012 | шпага, особисті | 3     |